# Келлі (Північна Кароліна)
Келлі (англ. Kelly) — переписна місцевість (CDP) в США, в окрузі Блейден штату Північна Кароліна. Населення — 446 осіб (2020).

## Географія
Келлі розташоване за координатами 34°27′50″ пн. ш. 78°18′39″ зх. д. / 34.46389° пн. ш. 78.31083° зх. д. (34.463963, -78.310961).  За даними Бюро перепису населення США в 2010 році переписна місцевість мала площу 30,02 км², уся площа — суходіл.

## Демографія
Згідно з переписом 2010 року, у переписній місцевості мешкали 544 особи в 266 домогосподарствах у складі 151 родини. Густота населення становила 18 осіб/км².  Було 312 помешкання (10/км²).
Расовий склад населення:
| - 54,0 % — білих - 43,0 % — чорних або афроамериканців - 0,9 % — корінних американців |

До двох чи більше рас належало 1,3 %. Частка іспаномовних становила 2,2 % від усіх жителів.
За віковим діапазоном населення розподілялося таким чином: 18,6 % — особи молодші 18 років, 63,2 % — особи у віці 18—64 років, 18,2 % — особи у віці 65 років та старші. Медіана віку мешканця становила 48,8 року. На 100 осіб жіночої статі у переписній місцевості припадало 100,0 чоловіків;  на 100 жінок у віці від 18 років та старших — 96,0 чоловіків також старших 18 років.
Середній дохід на одне домашнє господарство  становив 64 084 долари США (медіана — 39 493), а середній дохід на одну сім'ю — 77 912 долари (медіана — 50 855). За межею бідності перебувало 5,4 % осіб, у тому числі 0,0 % дітей у віці до 18 років та 0,0 % осіб у віці 65 років та старших.
Цивільне працевлаштоване населення становило 218 осіб. Основні галузі зайнятості: освіта, охорона здоров'я та соціальна допомога — 42,7 %, сільське господарство, лісництво, риболовля — 18,3 %, виробництво — 14,2 %.